# ビデオカード

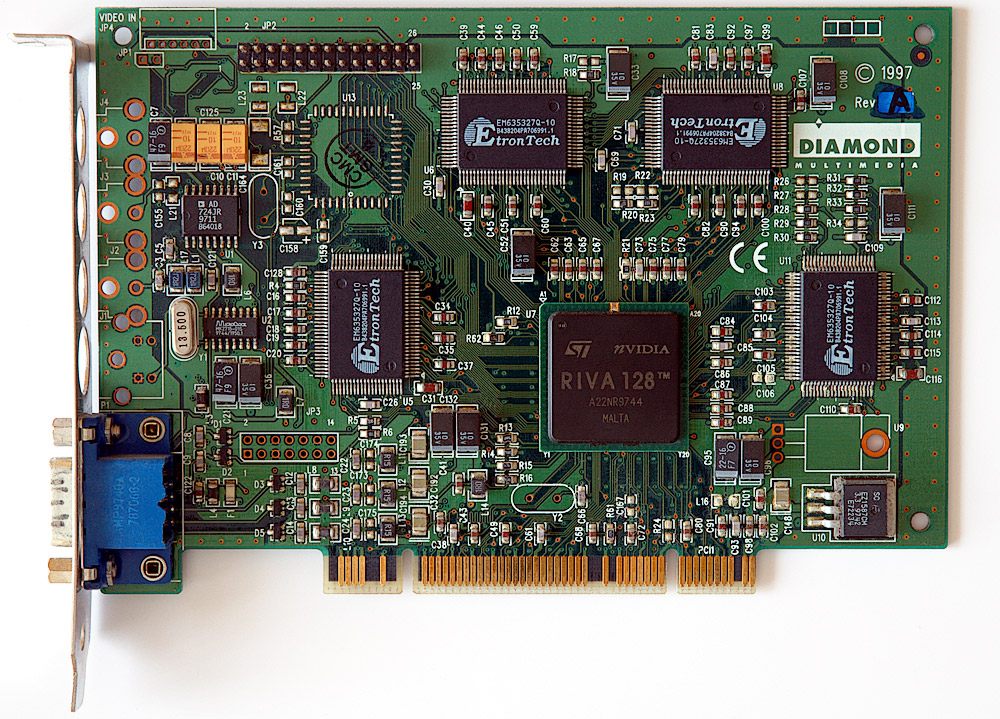
NVIDIA RIVA 128 (1997年)

ビデオカード（英: video card）は、パーソナルコンピュータなどの各種のコンピュータで、映像を信号として出力または入力する機能を、拡張カード（拡張ボード）として独立させたものである。「ビデオボード」「グラフィックカード」「グラフィックボード（俗称グラボ）」「グラフィックスカード」「グラフィックスボード」「グラフィックスアクセラレーターカード」ともいう。
カードに搭載されているチップやメモリによって、対応解像度、表現可能な色数、2D/3D描画性能や機能などが異なる。
GPUを利用したリアルタイムの3次元コンピュータグラフィックス描画や、GPUを汎用計算に用いるGPGPUのパフォーマンスを向上させるには、より高性能なGPUが必要となるが、CPU内蔵GPUなどのiGPU (integrated GPU) よりも交換や増設の容易なビデオカードによるdGPU (discrete GPU) のほうがスケーラビリティの面で優れている。
パソコンなどの仕様でビデオカードやグラフィックスボード、GPU搭載と明言している場合はより高性能な物、後述のGPGPUなどの付加価値のあるものが搭載されている物を示す。
本項目では固有名称や引用以外は「ビデオカード」に統一する。

## 概要
IBM PCおよびPC/AT互換機の多くの機種では、映像表示用の回路がマザーボード上には実装されておらず、拡張スロットにビデオカードを取り付けて映像出力機能を実現する。この方式は交換・増設が容易であるというメリットがある。しかし、ウェブサイト閲覧や電子メールのやり取り、オフィス作業など日常的な作業を行うには支障のない程度の性能を備えた表示回路を組み込んだチップセット（統合チップセット）と、それを搭載したマザーボードが出現し、そしてさらにGPUを内蔵したCPUが出現したことにより、安価なPCではビデオカードを搭載せず、オンボードグラフィックス機能やオンダイグラフィックス機能を用いるものが一般的となっている。このため、ビデオカードは高速な3D表示性能やマルチディスプレイ機能を目的として追加される場合が多い。また統合グラフィック機能のUMAによる性能低下を避けるためにビデオカードを追加する場合もある。
以上はパーソナルコンピュータ以外のUNIXワークステーションなどでもほぼ同様である。
2004年から、USB接続の製品も発売されている。当初は、PCI-USBブリッジを用いてSIS315を接続するというものであった。その後、2007年からは、DisplayLinkのチップを用いた製品が出回るようになっている。DisplayLinkの製品では、表示装置を仮想化し、ホスト側で映像を圧縮、ハードウェア側で伸張することによって、帯域が太いとは言えないUSB2.0などのバスで、ある程度のパフォーマンスを確保している。その様な構造になっているため、実際のドライバの処理はホスト側の演算コストとなるため、CPUパワーの低い環境でのパフォーマンスは低下する。また、BIOS等を持たないためOSやドライバが起動するまでは使用できないほか、他のビデオドライバと併用する形になるため、その相互の干渉によって不具合が生じたり、使用できないケースも存在する。これらの製品は、通常のビデオカードを複数増設するよりも条件のハードルは低く、パフォーマンスよりも制御できる画面の数、面積を要求するような状況で有用であるほか、NASなどの元々表示装置を持たない機器や、PDAなど、外部出力を持たない機器での利用例も存在する。

## ビデオカードの構成
一般的なPC/AT互換機用ビデオカードは主に以下のモジュールにより構成される。

### ビデオメモリ (VRAM)
表示する描画情報を保持するためのフレームバッファとして利用されるメモリ領域。大容量化に伴い、オフスクリーンバッファやシェーディングバッファなどとしても利用されるようになっている。グラフィックチップとは専用バスでポイント・ツー・ポイント接続される。広帯域で接続したほうが性能的には有利だが、コスト・実装面積・発熱などを優先しグラフィックチップの仕様より狭い帯域幅で接続することもある。
ビデオメモリには高速性と低価格性の両立が求められるため、汎用のDRAMだけでなく専用のRAMが用いられることも多い。かつては専用モジュールにより、ビデオメモリの増設に対応する製品も存在したが、2000年代以降ビデオメモリの増設に対応したビデオカードの存在は確認されておらず、おおむね2GB～16GB程度に固定されている。
NVIDIA GeForce RTX 4090、NVIDIA Quadro 6000 Ada 世代、NVIDIA H100 Tensor Core GPUなど、一部のハイエンド製品やワークステーション・サーバー向け製品では24GB/48GB/80GB/96GBといった大容量ビデオメモリを搭載するものも出現している。
さらに、AMD Radeon RX 6700 XT 12GBやGeForce RTX 3060 12GBなど、ミドルレンジやミドルハイクラスの製品でも比較的大容量のビデオメモリを搭載するものも出現している。
実装面積を重視するモバイル用途ではグラフィックチップのLSIパッケージにビデオメモリ用RAMを同梱している製品も存在する。

#### ビデオメモリとして用いられたRAM
- EDO DRAM
- Window DRAM（英語版）
- SDRAM
- SGRAM（英語版）
- DDR SDRAM
- DDR2 SDRAM
- DDR3 SDRAM
- DDR SGRAM (GDDR)
- GDDR2（英語版）
- GDDR3
- GDDR4
- GDDR5
- GDDR5X
- GDDR6
- GDDR6X
- HBM

#### Unified Memory Architecture (UMA)
Unified Memory Architecture (UMA) とは、独立したビデオメモリを持たず、メインメモリをCPUと共有するシステムである。シェアードメモリ（シェアメモリ）・共有メモリなどとも呼ばれる。
メインメモリは同世代の専用ビデオメモリと比較すると低速であり、システムとメモリ帯域を共有するためシステムパフォーマンスが低下するなどのデメリットがある。反面、実装面積が少なく省スペース性に優れる、部品点数が少なく安価であるなどのメリットがあり、チップセット統合グラフィックス機能で多く採用されている。SoCではeDRAMにより性能問題に対処している事例もある。
メインメモリの高速化に伴い、単体型のグラフィックチップにおいてもNVIDIA社のTurbo Cache、AMD社のHyperMemoryなどメインメモリをビデオメモリ領域として利用する技術が登場している。

### 内部インターフェイス

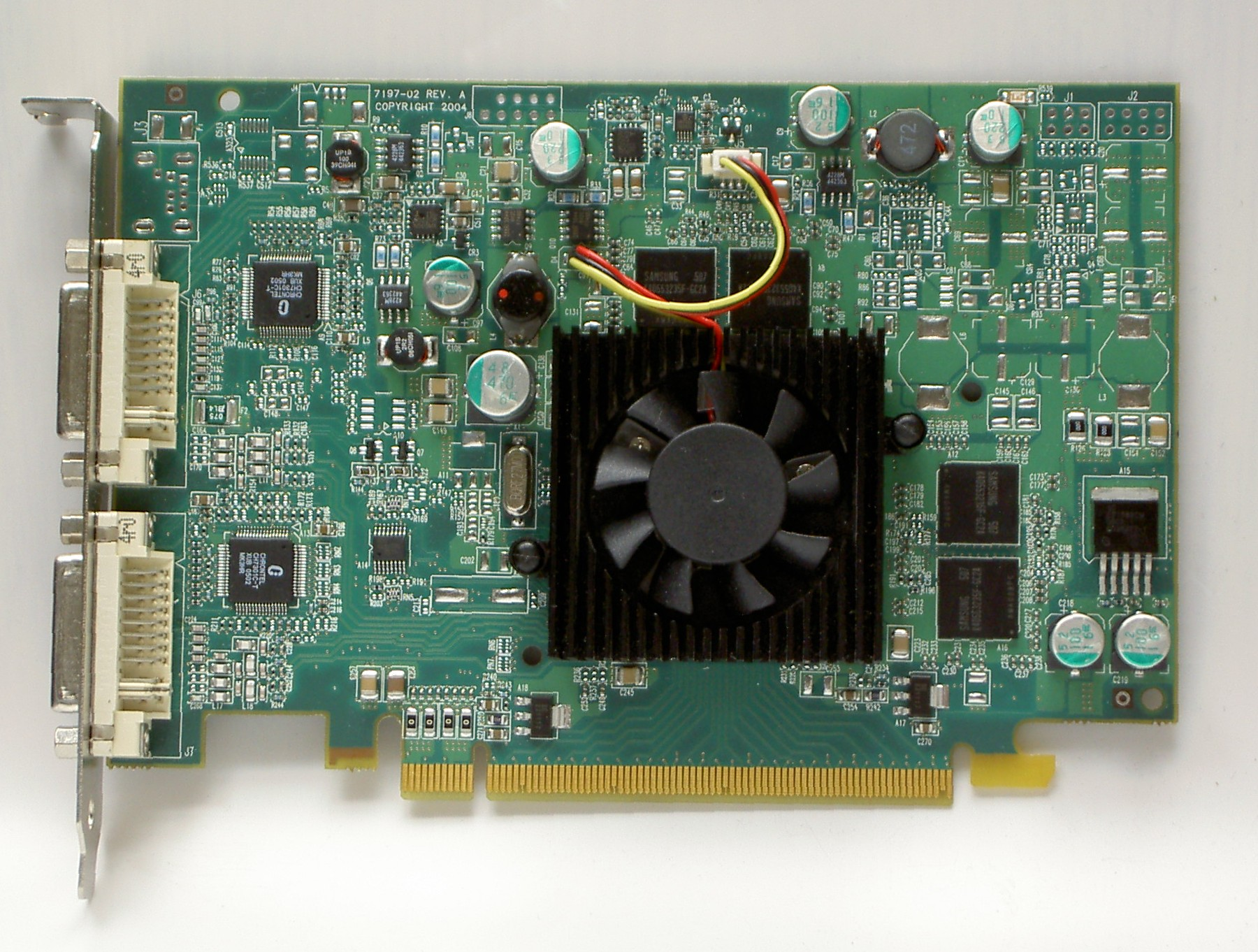
PCI Expressインターフェイスを備えるビデオカードの例

ビデオカードとシステムを接続するためのインターフェイス。データ転送用に高速な専用バスを用いることが多い。

#### 主なビデオカード用内部インターフェイス
- PCI
- PCI Express
- Thunderbolt

古いインターフェイス（2017年現在ではほとんど使われない）
- AGP
- ISA
- MCA
- EISA
- VLバス

#### その他の内部インターフェイス
またHDMIの普及黎明期には、ビデオカード上のHDMI出力端子から音声を出力する為に、基板上にS/PDIF入力インターフェイスを供える製品も登場している。
その他、マルチGPU技術の制御用端子やビデオキャプチャカードとの連携用端子などのオプション機能用の端子が搭載されることも多い。

### 外部インターフェイス
ビデオカードの出力をディスプレイなど表示デバイスに接続するためのインターフェイス。当初はアナログRGB出力（D-sub）が一般的だったが、2004年頃からDVI-I出力も備えマルチモニター機能に対応するものが一般的になった。S端子やコンポジットによるビデオ出力の他、コンポーネント出力を搭載する製品もあった。2018年現在は、DVI-D、HDMI、DisplayPortといったデジタル出力端子のみを搭載する製品が一般的である。
- VGA端子
- DVI
- HDMI
- DisplayPort
- USB Type-C
- S-Video
- コンポジット
- コンポーネント

### ビデオBIOS
ビデオカードに搭載されているBIOS。起動直後などシステムがリアルモードで動作している際にVGA互換モード表示機能を提供するためVGA-BIOSなどと呼ばれることもある。ビデオカード基板上のROMチップに格納されている。PC/ATと異なるアーキテクチャであるPC-9821等では、メインボード上に専用の表示回路を持っているため、VGA-BIOSを必要とせず、BIOSのプログラムそのものが非互換であるため、使用可能なボードであっても、BIOSを無効にしておく必要がある。

### 冷却機構
ビデオカードはPC内部でも消費電力や発熱量が大きいパーツの一つであり、特に高性能なハイエンド製品では強力な放熱・冷却が必要となる。隣接する拡張スロット用空間を占有してしまうほど巨大なファンやヒートシンクを備える製品が登場し、後に一般化した。1スロットのみ占有するタイプであっても、放熱性を保つよう隣のスロットはなるべく空けておくのが望ましい。また、2018年頃から発売された高性能なビデオカードは冷却装置が大型化し、重量が2.4kgに達するものもある。そのためマザーボードを選択する際は差し込むスロットが重量に耐えきれるか判断して購入する必要がある。大型のビデオカードを利用する際は、パーツの損傷を防ぐため、専用の支え（ステー）も販売されている。反り返り防止のため裏面に金属製のプレート（バックプレート）を備えたビデオカードもある。
消費電力の小さいローエンド製品では発熱が少なく軽量でファンレス仕様の物もある。しかし、ファンレスのものはケース内に空気の流れがないと十分に放熱できないことがある。ヒートシンクを大型化することで、性能の高い製品でもファンレスとしているビデオカードも販売されている。

### 補助電源
ビデオカードの登場以来、駆動に必要な電力はデータインターフェイスから供給されるのが一般的であったが、2000年代初頭頃からのGPU消費電力の増大に伴い、PCIeスロットからの供給では追いつかなくなり、データインターフェイス経由の給電を補うための専用電源インターフェイスが登場し、ミドルレンジ以上の製品での搭載が一般化した。逆に「補助電源不要」をアピールした製品が販売されている。
一般に「補助電源」と呼ばれており、それぞれ6ピン 1つで75W、8ピン 1つで150W、12VHPWER 1つで最大600Wまでの電力が供給できる。

## ビデオカードの歴史
|                | 年   | テキストモード （桁×行） | グラフィックモード （解像度/色） | メモリ  |
| -------------- | ---- | ------------------------ | -------------------------------- | ------- |
| MDA            | 1981 | 80×25                    | -                                | 4 KB    |
| CGA            | 1981 | 80×25                    | 640×200 / 4                      | 16 KB   |
| HGC            | 1982 | 80×25                    | 720×348 / 2                      | 64 KB   |
| PGC            | 1984 | 80×25                    | 640×480 / 256                    | 320 KB  |
| EGA            | 1984 | 80×25                    | 640×350 / 16                     | 256 KB  |
| JEGA           | 1986 | 80×25                    | 640×480 / 16                     | 256 KB  |
| 8514           | 1987 | 80×25                    | 1024×768 / 256                   | 1 MB    |
| MCGA           | 1987 | 80×25                    | 320×200 / 256                    | ?       |
| VGA            | 1987 | 80×25                    | 640×480 / 16                     | 256 KB  |
| SVGA (VBE 1.x) | 1989 | 80×25                    | 800×600 / 256                    | 512 KB  |
| SVGA (VBE 1.x) | 1989 | 80×25                    | 640×480 / 256 等                 | 512 KB+ |
| XGA            | 1990 | 80×25                    | 1024×768 / 256                   | 1 MB    |
| XGA-2          | 1992 | 80×25                    | 1024×768 / 65,536                | 2 MB    |
| SVGA (VBE 3.0) | 1998 | 132×60                   | 1280×1024 / 16.8M                | 色々    |

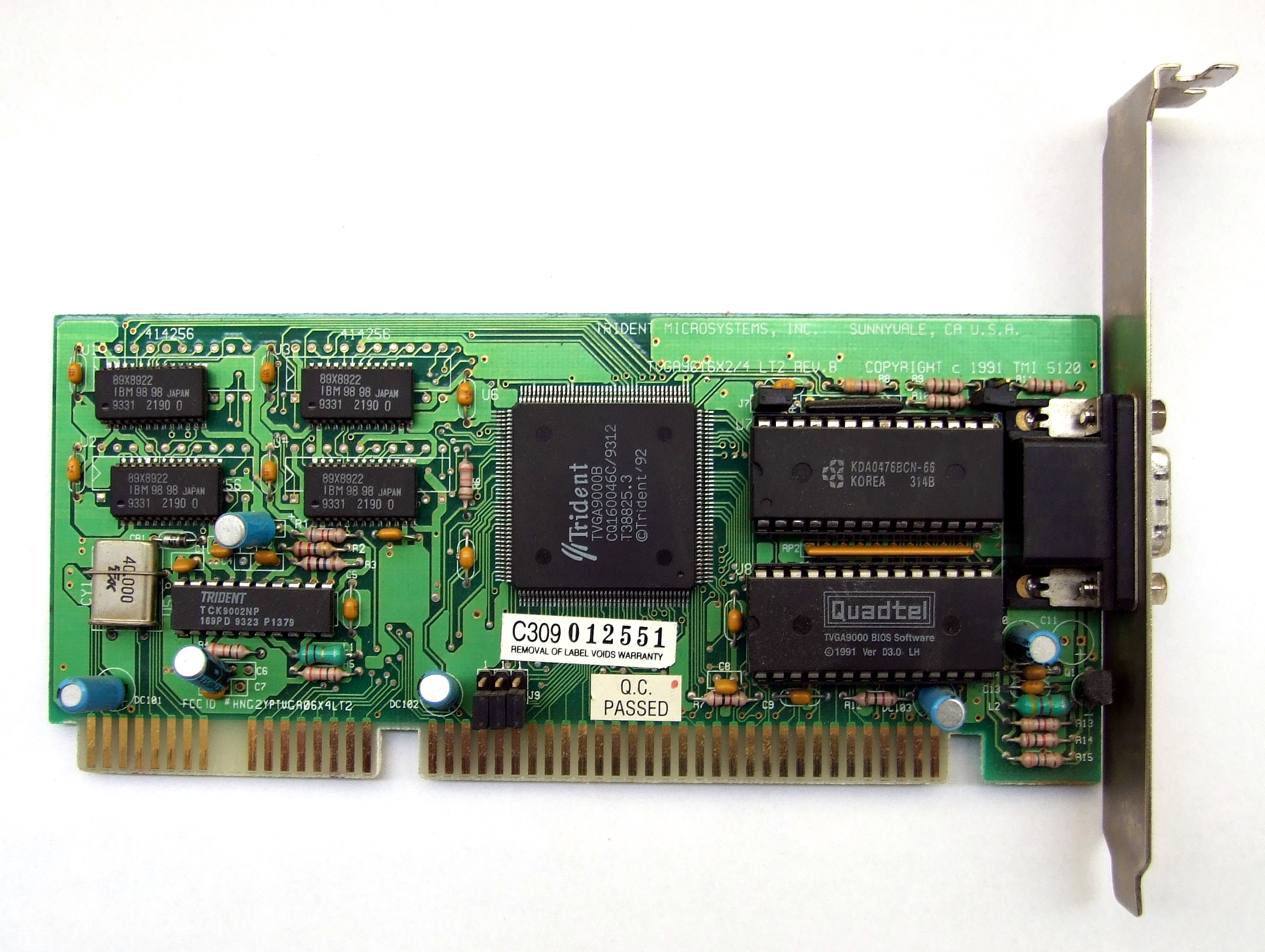
ISAインターフェイスを備える初期のビデオカードの例

以下、IBM PC（とその末裔）のビデオ設計としてのビデオカードについて主に述べる。

### IBM PCのビデオカード採用
1981年のIBM PCは、当時のみならず後のパーソナルコンピュータでも普通に見られた、ビデオ回りのハードウェアをオンボードで固定したものにはせず、ビデオカードとして独立させる設計を採用した。
IBM PCはビデオサブシステム（ビデオチップなど）を本体（マザーボード）にではなく、拡張カード（IBMはアダプターと呼ぶ）に搭載した。IBM PCの発売時には2種類のビデオカード（テキストモードのみのMDAと、グラフィックモードを持つCGA）が提供され、用途により選択・交換できた。また各アダプターは複数の表示モード（ビデオモード）を持ち、ビデオモードはBIOS割り込み（INT 10h, AH=00h, AL=ビデオモード）によってソフトウェアから切替可能である。更に後継のビデオ規格（EGA, VGA, XGA等）は、前身のビデオ規格の全てのビデオモードを含む。
この拡張性により、IBM PCファミリーおよびIBM PC互換機では、ユーザーは本体を買い換えなくても、各社から販売される多様なビデオカードに交換（種類によっては追加して共存）し、対応したディスプレイとソフトウェアを使用すれば、より高速・高解像度な表示環境を得られるようになった。中でもHerculesのHGCは広く使われた。日本での東芝のダイナブック（初代J-3100 SS）も、CGAをベースに独自の日本語モード（640x400）を追加したものだった。
一文字テキスト出力（int 10h, ah=0eh）のような、BIOSの提供する機能としては高水準の機能を用意し（この機能を提供するBIOS ROMは本体ではなくビデオカードに載る）、MS-DOSなどはそちらを使うようにすることで、ハードウェアの差異に対するソフトウェアの互換性を確保した。

### EGAの登場と上位互換
1984年のPC/ATではEGAが標準搭載されたが、これはMDAおよびCGAの上位互換であり、MDAとCGAの主要な表示モードを含んでいた。表示モードはソフトウェアで容易に切替できたため、下位の画面モードにしか対応していないソフトウェアも継続して使用できた。この上位互換は、その後の主要なビデオ規格でも継承され、また複数の画面解像度（走査周波数）に自動対応できるマルチスキャン方式のディスプレイが普及した。
EGAは広く普及し、各社がEGA上位互換のグラフィックチップやカードを製造した。日本でのAX規格のJEGAボードも、EGAをベースに独自の日本語モード（640x480）を追加したものだった。

### VGAの登場と事実上の標準
1987年のPS/2ではVGAが搭載された。PS/2ではVGAチップはマザーボード上に搭載された（規格名称もAdapterからArrayになった）が、ビデオカードによる拡張性（置換え可能）は維持された。また従来のPC/AT（および互換機）用にもATバス用のVGA搭載ビデオカードが提供された。EGAの時と同様に上位互換性も維持され、VGAはEGAの画面モードを含み（従ってビデオ規格としてのVGAは、今でもMDAやCGAの各画面モードも含んでいる）、さらに独自の画面モード（640x480、16色など）が追加された。
VGAは急速に普及し、PC/AT互換機でもVGAは事実上の標準となった。2017年現在でもOSのインストール画面などはVGA表示を使用しているものが多い。日本IBMのPS/55はPS/2ベースで、前半は日本独自のディスプレイアダプター（1024x768、XGAとは別規格）を搭載していたが、英語モード（英語DOSおよび後のDOS/V）ではマザーボード上のVGAが使用できた。さらにPS/55も後半（1990年の5535-S以降）は、徐々にVGA（のみ）や、後述のXGAや各種SVGAに移行した。

### SVGAとXGA
各社から多様なVGA上位互換 (SVGA) カード（チップ）が提供された。なおSVGAは各社のVGA上位互換カード（チップ）の総称であり、特定の規格や解像度ではない。ただし、各社独自の拡張モード間では互換性はなかったため、VESAがVBEとして共通となるモードを標準化した。この中で有名なのが初期の800x600画面解像度であり、俗に言われる「SVGAの解像度は800x600」の元となった。
1990年代の有名なXGAおよびSVGAのビデオカード（ビデオチップ）には以下があった。
- IBMのXGA、XGA-2
- Tseng Labs の ET4000 シリーズ（多数の各社ビデオカードに搭載）
- ATI の ATI Graphics Ultra シリーズ
- Diamond の Diamond Stealth シリーズ（S3 86C911などを搭載）

IBMのXGAは、VGAと8514の上位互換（広義にはSVGAの一種だが、歴史的にSVGAと呼ばないことも多い）で、独自の1024x768 256色などの表示モードが追加され、MCA用とISA用のカードが登場した。XGAはマルチメディアを意識した設計であったが、高価な割には高速ではなかったためにIBM製のPC以外には広く普及せず、IBMはXGAの後には他社のSVGAチップを使用するようになった。
SVGAの中でもS3社の86C911は、ビデオサブシステム回路の複数のLSIをワンチップ化した世界初のグラフィックチップで、従来はCPUが行っていた描画処理のうち使用頻度の高いBitBltなどに対しアクセラレーションを行うことで非常な高速性を実現する画期的な製品となった。これらWindowsに特化したグラフィックアクセラレータはウィンドウアクセラレータとも呼ばれるようになった。
また1990年代は拡張バス規格の移行期でもあり、PC/AT互換機ではISA、VLバス、PCI、AGPなど各種のビデオカードが登場し、多数の組み合わせで競争や比較が行われた。またMacintoshも、Power Macintoshの第二世代から、NuBusからPCIに移行した。

### 日本での状況
世界の中でも日本だけは、PC-9801シリーズ、FMRシリーズ、マルチステーション5550などや、更にはIBM PC互換機ベースであるダイナブック、AX(JEGA)、PS/55（前半）でも、日本語表示モードでは固定解像度が主流の時代が続いた。
しかし1990年代にはDOS/VやMicrosoft Windowsなどグラフィック中心の使用形態が普及した影響もあり、各社はPC/AT互換機に移行した。この結果、日本でもビデオカードが一般化したが、以上の経緯により国内のPC/AT互換機の大多数は最初からVGA以上を搭載している。

### SXGA以降
SXGA以降のビデオカードや画面解像度の傾向については、下記関連項目を参照のこと。

## ビデオカードのメリットとデメリット

### メリット
- 描画性能の向上とスケーラビリティ（システムの電源容量が許す限りの高性能な製品を選択して搭載できるほか、マルチGPU構成にもできる[注 2]）
- システム性能の向上[注 3]
- マルチモニター機能などの対応
- 保守性の向上
- CPUの負荷が軽減される（グラフィック描画の処理がCPUから外れる）

### デメリット
- 消費電力の増加（電気代などのランニングコストだけでなく、電源ユニットも比較的高額な高出力タイプが求められる）
- 占有スペースの増加（ハイエンドのビデオカードは大型化する傾向があり、Micro-ATX規格などの省スペースPCでは搭載できない）
- 排熱の増加（十分なエアフローや冷却性能が確保できない場合はオーバーヒートしてしまうこともある）
- 接続部位の増加による信頼性の低下
- 隣接PCI Express等のスロットへの圧迫（厚みの大きいビデオカードを挿入することで隣接スロットで挿入できるスペースが取られ、物理的に使用不可となるケースが多い）

なお、GPUはCPUと比較して価格・コストの割には性能および機能水準陳腐化のペースが速く、グラフィック処理の性能や機能を求められるアプリケーションソフトウェア（例：3DCGソフトウェアやCADソフトウェアのリアルタイムプレビュー用レンダラ、PCゲーム、動画加工オーサリングソフトなど）のバージョンアップに合わせ、買い替えが必要となるケースが生じやすい。オンボードGPUの場合は通例システム全体の刷新が必要になることが多いが、独立した外付けビデオカードであればカードのみを交換することで対処できる可能性がある。例えばDirectX (Direct3D) を利用する3Dゲームは、OSやハードウェアのサポート状況に合わせて、利用するDirectXのバージョンや描画品質のオプションを切り替えることができるようになっているものがあるが、最新世代の高性能なビデオカードに交換することで、描画品質や快適性の向上が見込める。
エントリーモデルのビデオカードは、ハイエンドのビデオカードほどの性能向上は見込めないものの、オンボードグラフィックスやCPU内蔵GPUでは対応していない高解像度出力機能や各種の豊富な接続インターフェイスをサポートし、ハイエンド製品のような高い3D性能は不要だが低コストでオフィスワークレベルの作業を改善したいなど業務用として需要があるため、新しいグラフィックスAPIに対応した新製品が定期的に発表されている。性能を抑えることで1スロット、ファンレス、補助電源不要など、小型化や静音性を実現した低価格モデルが提供されている。
Intel Coreではビデオカードを使用するユーザー向けに、CPUに内蔵されるグラフィックコントローラを省いたモデルが用意されており、これを使う場合にはビデオカードが必須となる。

## その他

### ノートパソコン
ノートパソコンではビデオチップがオンボード実装されているか統合グラフィック機能を用いている製品が一般的であり、ビデオカードの増設は基本的に不可能である。miniAGPをはじめ、NVIDIAのMobile PCI Express Module（英語）やATIのAXIOMといった拡張インターフェイス規格が策定されているが、これらはPCの製造メーカーが複数ラインナップを揃えやすくすることを目的とした規格であり、エンドユーザーのアップグレード手段として意図されているものではない。このため、対応製品はほぼ出回っておらず、構造もユーザーによる交換を前提としていないことが多い。なお、マルチディスプレイ機能を提供するためのPCカード接続タイプやUSB接続タイプのグラフィックアダプタが一部で提供されている。
2016年3月にはAMDが、ノートPCに外付けGPUをつなぐ技術「AMD XConnect」を発表した。拡張カード接続に対応したPCとGPU格納ケースは、Thunderbolt 3規格で接続される。

### オンボード

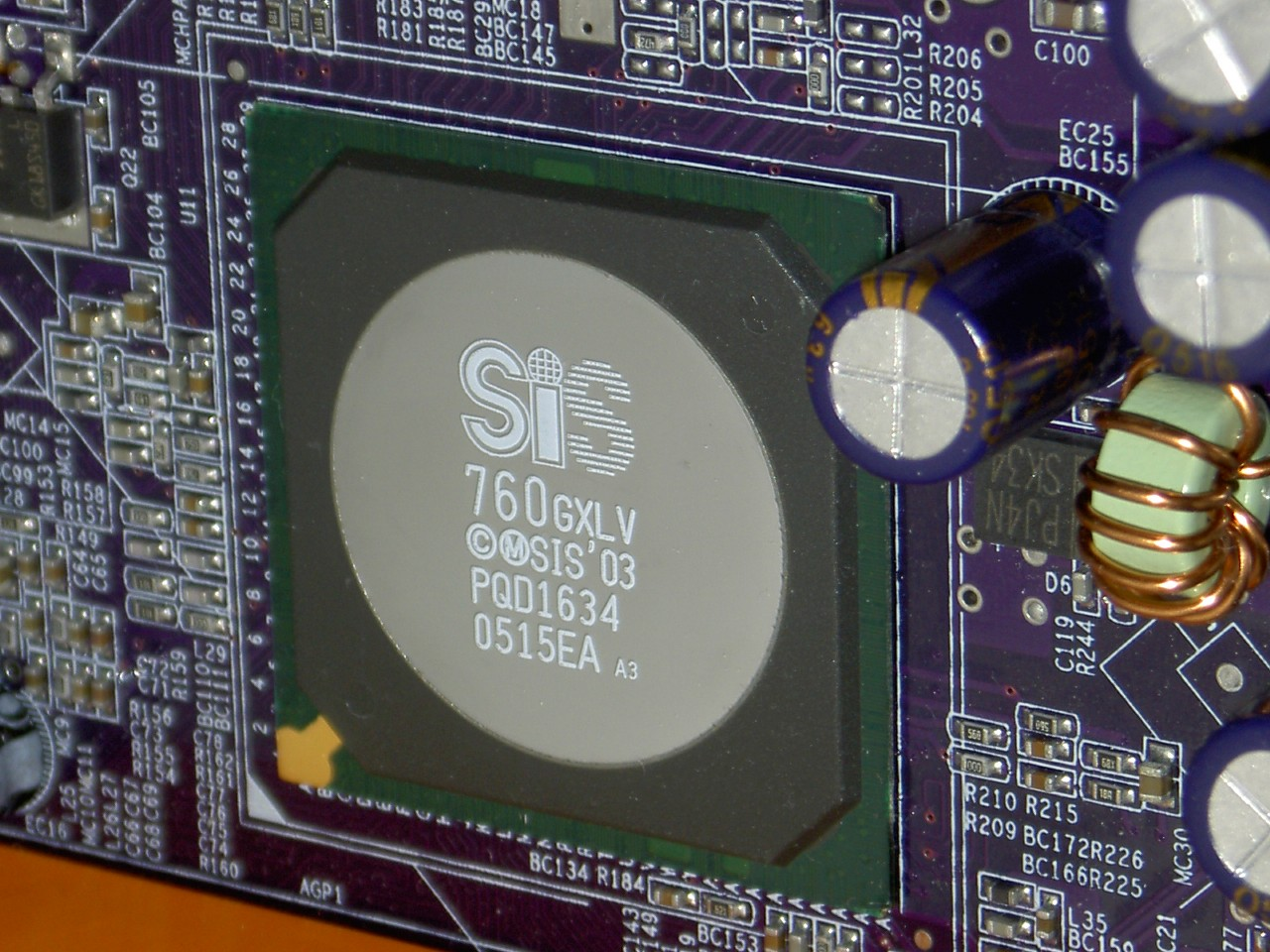
統合チップセットの例

マザーボードが持つグラフィックス機能を総括してオンボードグラフィックスまたはオンボードビデオと呼ぶことが多い。これは、単体のグラフィックチップをマザーボードの基板に直接実装したものと、統合チップセットのグラフィックス機能を利用したものに大別される。基板に実装するタイプは高性能ノートPCやサーバ向けマザーボードで用いられる。統合チップセットの登場以前は、低価格機のグラフィックス機能はこのタイプを用いたものが多く、「オンボード」という呼称はこの形態に由来する。
統合チップセットは1999年に発表されたIntel 810以降、安価かつ省スペース性に優れるため急速に普及し、PCグラフィックス機能の主流となった。スマートフォンやタブレットなどのモバイル端末では高性能かつ省電力のSoCが使われており、CPUとGPUがひとつのパッケージに統合されている。CPUの性能向上（特にシングルコア性能の向上）が頭打ちになる一方、GPUの性能向上には伸びしろがあることから、デスクトップ向けCPU製品でもGPUを統合したものが増えている。これらはオンダイグラフィックスあるいは統合グラフィックスと呼ぶべきだが、慣例的にオンボードグラフィックスとも呼ばれる。特にIntel製のCPUに統合されたGPU (Intel HD Graphics) はシェアが高い。ただしいずれも多くのユーザーがWeb閲覧やオフィスソフトなど一般的な用途で求める程度の性能に留まるため、ゲームのプレイや開発、CAD、マルチメディア作品の制作、GPGPUなど高負荷な2D/3D描画性能や演算性能を求められる用途には向いていない。ただしPlayStation 4などのゲーム専用機に採用実績のあるAMD APUのように、統合型であっても高いグラフィックス性能と演算性能を持つ製品もまた登場している。
Unified Memory Architecture (UMA) によりビデオメモリ用として確保・占有される一部のメインメモリ領域はシステムから使用できなくなり、実効メモリ容量が減少する。
なおビデオ会議のようなストリーミングやブラウザ上でのWebGL利用、OSのデスクトップ描画やプレゼンテーションソフトのGPUアクセラレーションなど、オフィスワークでもGPUパワーが必要となるケースも増えており、また4Kのような高解像度環境やマルチディスプレイ環境は特にGPUの負荷が大きく、CPU内蔵GPUではパフォーマンスに問題が出ることもある。
ゲーミング向けなどの高性能ノートPCに搭載されたオンボードのGPUは、電力供給や排熱などの問題から、デスクトップ向けのビデオカードに搭載されている同型のGPUと比べて意図的に性能が落とされてはいるものの、CPU内蔵GPUよりも高性能である。

## ビデオカードメーカー
かつてビデオカードはダイヤモンド・マルチメディアやELSAなどの各ビデオカードメーカーがベンダーからGPUを購入し、設計・製造を行ったものが販売されていた。しかしこの方式はメーカーごとの製品の品質のばらつきが大きいという問題があった。このため、ベンダーがGPUに対応するビデオカードのリファレンスデザインをメーカーに提供し、メーカーはリファレンスデザインに沿った製品の販売を行うという形態が2000年代頃から主流になり、品質面での差異が少なくなった。メーカーでは冷却ファンやヒートシンクの形状、オーバークロック、ユーティリティソフトウェアなどで差別化を図っている。2000年代後半以降はASUSTeK Computer、GIGABYTE、MSIなどのマザーボードメーカーが手がけるビデオカード製品が多くを占めるようになったが、Palitなど拡張カードのみに製品を絞ったメーカーも存在する。
一般的なビデオカードメーカーは複数のGPUベンダーのビデオカード製品を取り扱うが、Sapphire Technologyのように特定のGPUベンダーのビデオカード製品しか扱わない例もある。またベンダー自身がビデオカードの販売までを行う例もある。これに該当する例としてはMatrox Graphicsが挙げられる他、かつてはATI Technologies、3Dfx、3DLabsもビデオカードの製造・販売を行っていた。
ビデオカードメーカーがビデオカードの販売時に独自のブランドを用いる場合もある。これらの例としてはInnoVisionのInno3D、AOpenのXiAiなどがある。Palitは他社のOEMの他、自社ブランドでも販売を行っている。

### 日本国内メーカー
日本国内メーカーではアイ・オー・データ機器（挑戦者ブランドも展開）・バッファロー（玄人志向ブランドを含む）などの周辺機器メーカーがビデオカードの販売を手がけている。商品では、「グラフィックアクセラレータ」の名称が用いられた。アイ・オー・データ機器の製品は、設計こそリファレンスに準じたものになっていたものの、かつてはドライバが独自にチューニングされており、一定の評価を得ていた。その後、OEM供給を受けたATI/NVIDIA製品をラインナップしていたが、2010年12月発売のGA-RH5450を最後に、一旦取り扱いを終了していた。2014年には、4K UHD対応のビデオカードGA-GTX750TIを改めて取り扱うようになっているほか、2007年からDisplayLink社製のチップを用いたUSB接続の製品の販売を続けている。これら国内の取り扱い製品の中で特にカノープスはリファレンスデザインと異なる独自開発の基板およびドライバを採用したビデオカードの製造・販売を行い、マニア層を中心にかつて人気を博していたが、2002年に独自設計のビデオカードのリリースは終了し、2006年2月のMTVGA X1300Lのリリースを最後にビデオカード事業から撤退している。
産業用では自社が提供するソリューションの一部として生産を行っている企業（NEC、EIZO）があったが、NVIDIAやAMDがプロ向け製品を開発するようになるとシェアを奪われ撤退している。

## ビデオカードに使用されるGPU
開発企業はNVIDIA、AMD、Intelの3社に集約されている。

### コンシューマー向け
DirectX (Direct3D) と組み合わせて使うことが多い。
- NVIDIA GeForceシリーズ
- AMD Radeonシリーズ
- Intel Arcシリーズ

### プロフェッショナル向け
OpenGLと組み合わせて使うことが多い。
- NVIDIA Quadroシリーズ
- AMD FirePro（FireGL、FireMV、FireStream）シリーズ
- Intel Arc Proシリーズ

### サーバー向け
かつてはMatroxやATI Rageなどのメーカーが専用設計の製品を販売していたが、NVIDIAとAMDのプロ向け製品やこれらを使ったレンダリングサーバーが販売されるようになり、多くのメーカーが撤退した。
グラフィックス出力機能を持たず、汎用計算（GPGPU）に特化したNVIDIA TeslaやAMD FirePro Sシリーズがデータセンターに採用されている。

## 主なビデオカード製造企業
- ASUSTeK Computer
- GIGABYTE (GIGABYTE Technology)
- Micro-Star International (MSI)
- Matrox Graphics
- AOpen
- Sapphire Technology（英語版）
- アイ・オー・データ機器 (挑戦者ブランドも展開)
- バッファロー (旧社名メルコ。玄人志向ブランドも展開)
- ZOTAC
- 七彩虹（COLORFUL）
- GALAXY
- ELSA（エルザ ジャパン/ELSA Technology）
- FOXCONN
- LEADTEK（FOXCONNと協業）
- ALBATRON
- HIS
- XFX
- GECUBE
- PowerColor
- INNOVATION
- PNY Technologies
- S3 Graphics (以前はコンシューマー向けのS3 Chromeシリーズを開発・販売していたが、2010年代に入るとコンシューマーからは撤退し、デジタルサイネージ向けに転向[23])
- Palit（英語版）
- Aspeed （サーバー向けビデオチップベンダー）

### 過去にビデオカードを手がけていた企業
- 3dfx (NVIDIAに買収された)
- 3Dlabs (Wildcatシリーズなど、以前はハイエンドのプロフェッショナル向け3DCGソフトウェア用製品を開発・販売していたが、2006年に事業から撤退[24])
- EVGA（英語版） (長年にわたりNVIDIA製GPU搭載ビデオカードを開発・販売していたが、2022年9月のGeforce RTX 4090/4080発表直前に撤退を発表した[25]。)
- Intergraph（英語版） (20世紀末頃にLynx、Wildcat、RealiZm、Intense 3Dシリーズを手がける。2000年に開発部門である社内企業Intense 3D社を3DLabsに売却)
- Creative Technology (3Dlabsを買収。日本法人はクリエイティブメディア)
- カノープス
- ロジテック
- ATI Technologies (AMDに買収された)
- イマジネーションテクノロジーズ（英語版） (GPUを手がけていた開発部門がSondrelに買収された[26]、のちに資産を投資ファンドに売却し解散[27])
- EIZO - 航空交通管制ソリューションとしてビデオカードを製造していた[28]。が、2018年に生産終了[29]。
- NEC - 放送局向けワークステーション向けにビデオカードを一部製造・販売していた[30]。